# Жешоткув
Жешоткув (пол. Rzeszotków) — село в Польщі, у гміні Папротня Седлецького повіту Мазовецького воєводства.
Населення — 192 особи (2011).
У 1975-1998 роках село належало до Седлецького воєводства.

## Демографія
Демографічна структура станом на 31 березня 2011 року:
|          | Загалом | Допрацездатний вік | Працездатний вік | Постпрацездатний вік |
| -------- | ------- | ------------------ | ---------------- | -------------------- |
| Чоловіки | 99      | 21                 | 63               | 15                   |
| Жінки    | 93      | 13                 | 58               | 22                   |
| Разом    | 192     | 34                 | 121              | 37                   |